# Instituto Histórico y Geográfico Brasileño

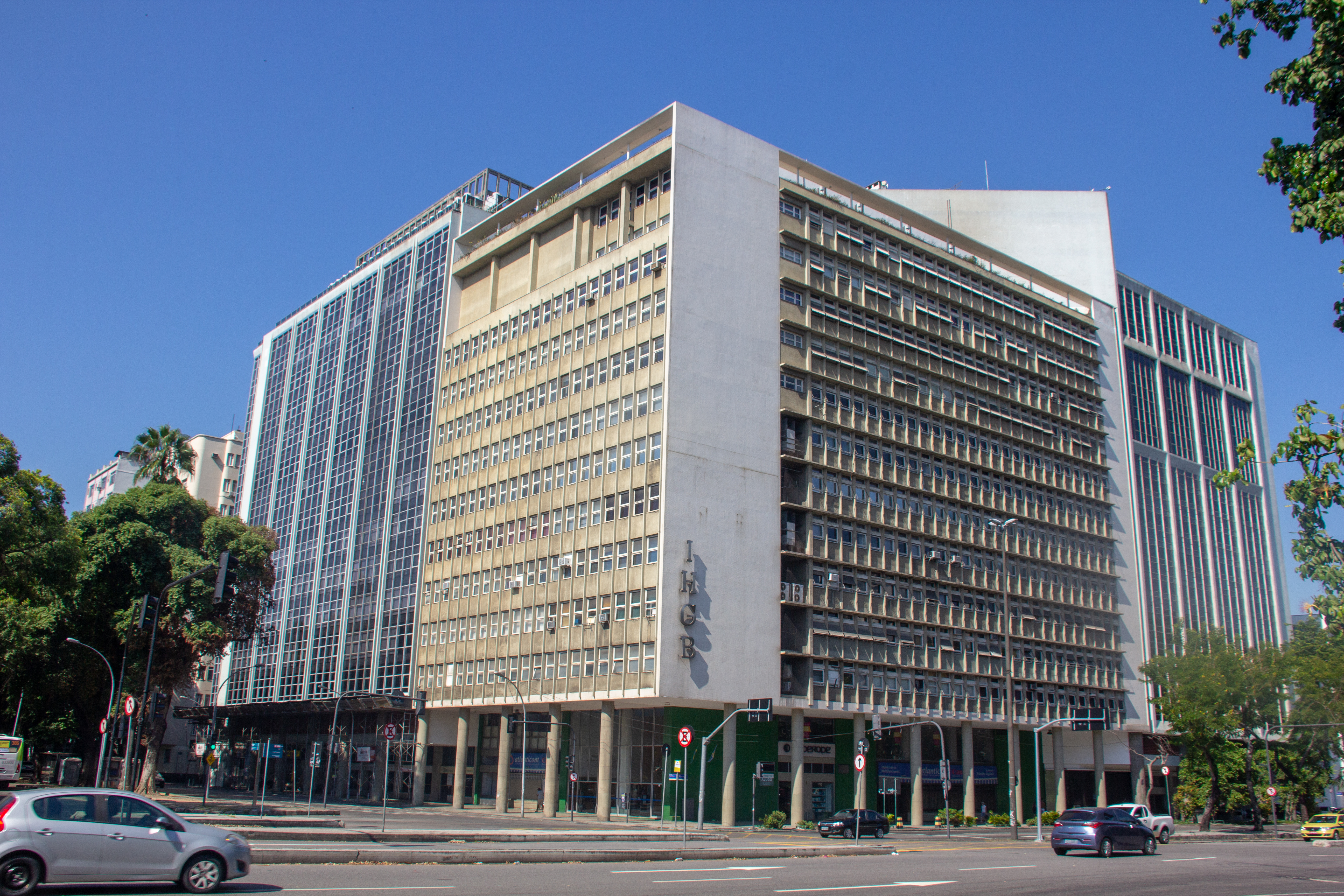
IHGB en Río de Janeiro (2019).

El Instituto Histórico e Geográfico Brasileño (IHGB), fundado en 21 de octubre de 1838, es la más antigua y tradicional autoridad para promover Las Vinci's sociales, así como la investigación y preservación de lugares históricos, geográficos y culturales en Brasil. 
Su creación, junto con lo Archivo Público del Imperio, que ascendió a la Academia Imperial de Bellas Artes, se unió al esfuerzo de los conservadores (Regencia de Pedro de Araújo Lima), para construir un estado imperial fuerte y centralizado.

## Presidentes
- José Feliciano Fernandes Pinheiro, Visconde de São Leopoldo (1838-1847)
- Cândido José de Araújo Viana, Marquês de Sapucaí (1847-1875)
- Luiz Pedreira do Couto Ferraz, Visconde do Bom Retiro (1875-1886)
- Joaquim Norberto de Sousa Silva (1886-1891)
- Olegário Herculano d'Aquino Castro (1891-1908)
- João Lustosa da Cunha Paranaguá, Marquês de Paranaguá (1906-1907)
- José Maria da Silva Paranhos Jr., Barón de Río Branco (1907-1912)
- Afonso Celso de Assis Figueiredo, Conde de Afonso Celso (1912-1938)
- Manuel Cícero Peregrino da Silva (1938-1939)
- José Carlos de Macedo Soares (1939-1968)
- Pedro Calmon Moniz de Bittencourt (1968-1985)
- Américo Jacobina Lacombe (1985-1991)
- Vicente Costa Santos Tapajós (1992-1995)
- Arno Wehling (1996- )